# رسيت سخورمان
رسيت سخورمان (بالهولندية: Resit Schuurman)‏ (31 مارس 1979 بديفينتر في هولندا - ) هو لاعب كرة قدم هولندي في مركز الوسط. لعب مع إن إي سي نيميخن وتفينتي أنشخيدة ودي غرافشاب وغو أهد إيغلز وهيراكليس ألميلو.

## روابط خارجية
- رسيت سخورمان على موقع قاعدة بيانات كرة القدم.إي يو (الإنجليزية)